# Prinsengracht

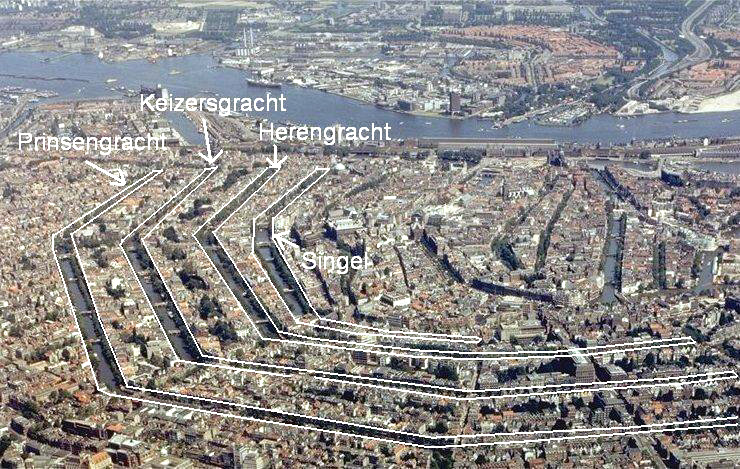
Blick nach Norden über den Amsterdamer Grachtengürtel (Luftaufnahme)

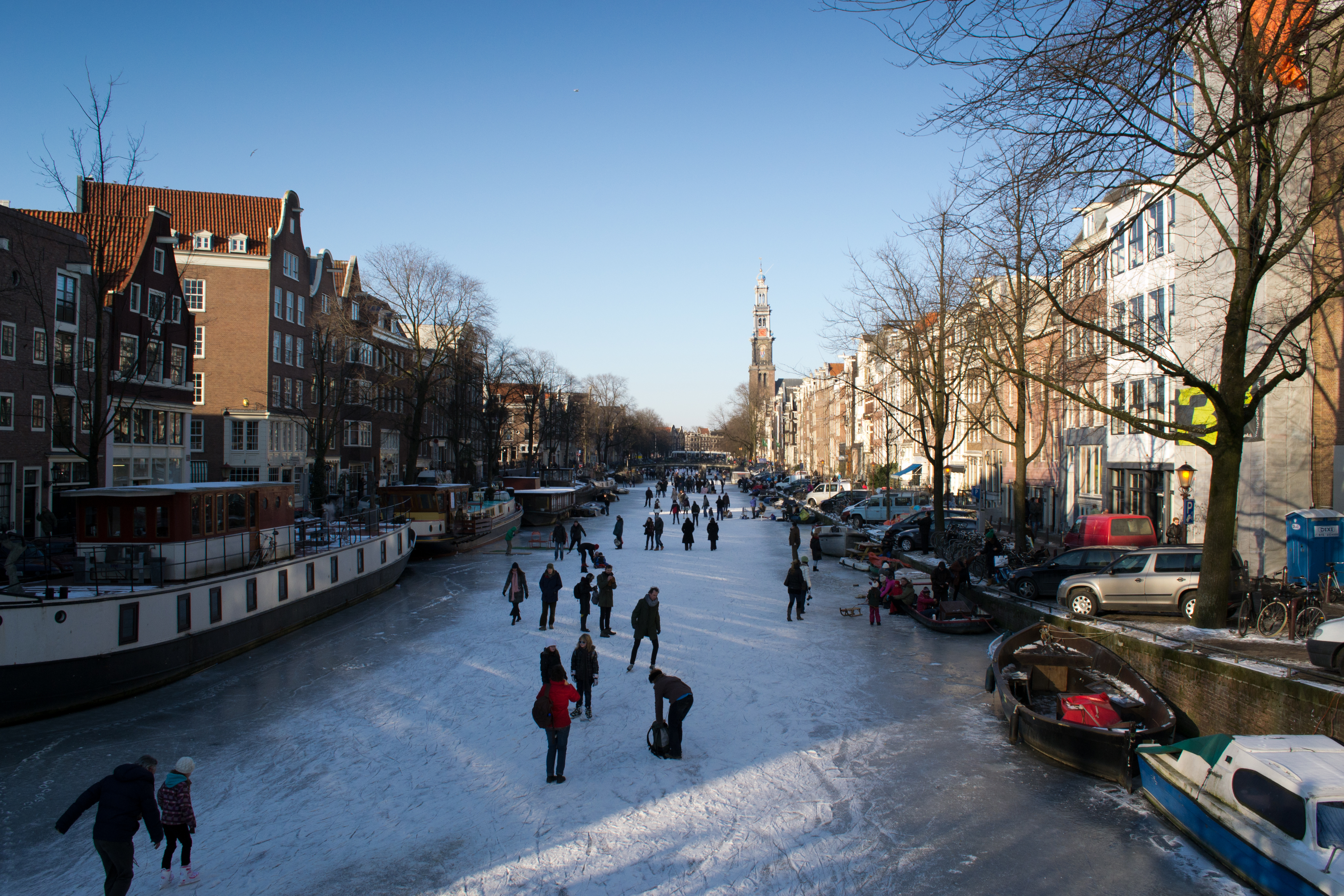
Blick nach Norden über die zugefrorene Prinsengracht auf den Westertoren (Februar 2012)

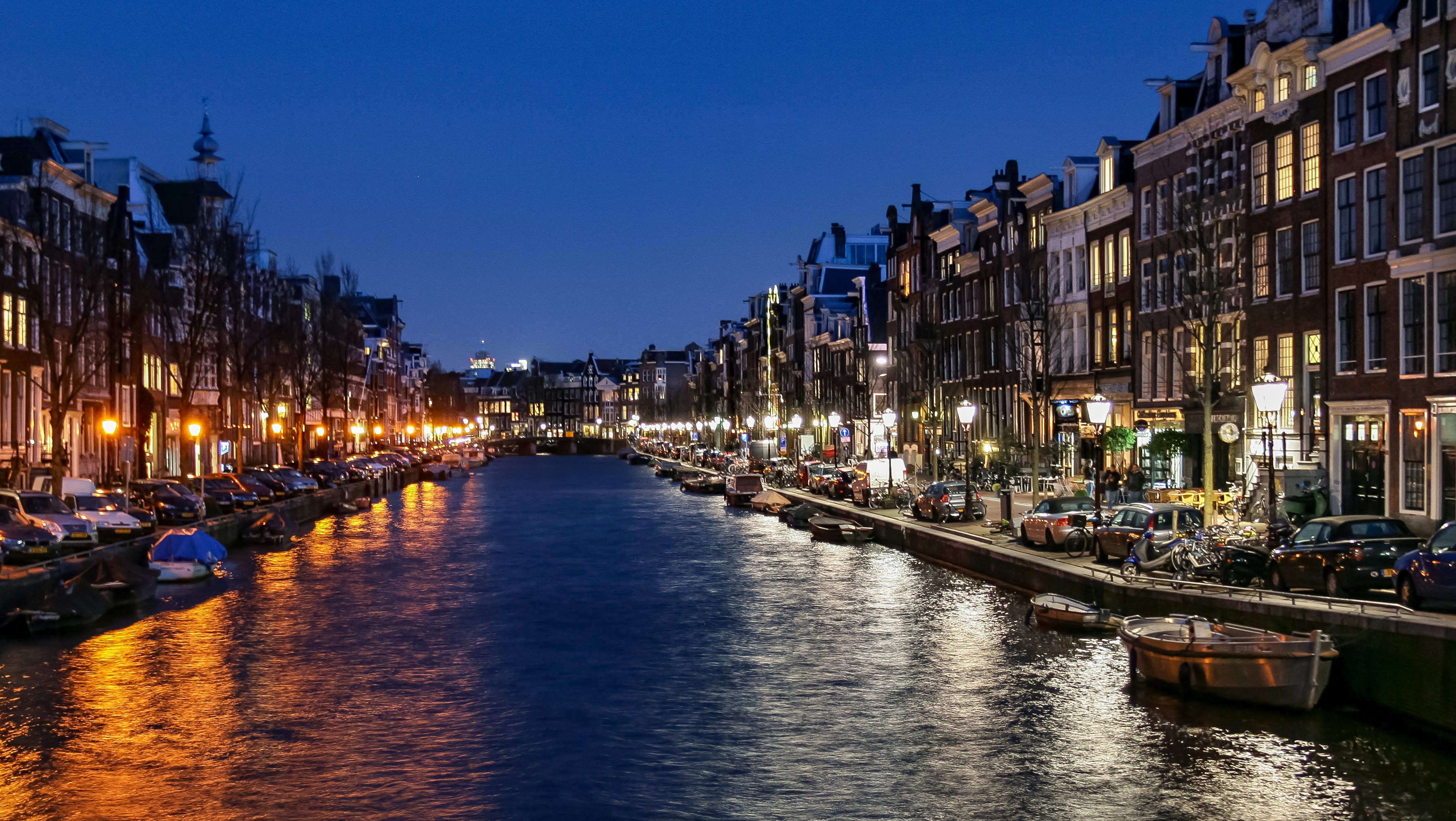
Nächtliche Ansicht der Prinsengracht von der Leidsestraat/Almoezeniersbrug nach Südost

Die etwa 3,2 Kilometer lange Prinsengracht (deutsch „Prinzengraben“) ist eine der vier zum Amsterdamer Grachtengürtel gehörenden, halbkreisförmig um die Amsterdamer Altstadt angelegten Grachten. Sie liegt westlich und südlich des mittelalterlichen Stadtkerns. Die östliche Verlängerung der Prinsengracht jenseits der Amstel heißt Nieuwe Prinsengracht (deutsch „Neuer Prinzengraben“). Parallel zur Prinsengracht verlaufen östlich die Keizersgracht, die Herengracht und der ehemalige mittelalterliche Stadtgraben Singel.
Die Prinsengracht entstand in zwei Bauabschnitten ab 1612 und ab 1658. Zu den bedeutendsten Baudenkmälern gehört die am Westermarkt zwischen Prinsengracht und Keizersgracht gelegene Westerkerk.

## Geschichte
Mit der Anlage der Prinsengracht – wie auch der Herengracht und der Keizersgracht – wurde 1612 auf Initiative des Amsterdamer Bürgermeisters Frans Hendricksz Oetgens van Waveren nach Plänen von Stadtbaumeister Hendrick Jacobsz Staets und Stadtvermesser Lucas Jansz Sinck begonnen. Die Gracht wurde nach Prinz Moritz von Oranien benannt.
Der Teilabschnitt zwischen Leidsegracht und Amstel wurde ab 1658 angelegt. Die Verlängerung jenseits der Amstel heißt Nieuwe Prinsengracht („Neuer Prinzengraben“). Am anderen Ende der Prinsengracht wird diese zwischen Brouwersgracht und Westerdok durch die Korte Prinsengracht („Kurzer Prinzengraben“) verlängert.
Die jährlich im August abgehaltene Kanal-Parade Amsterdam Gay Pride führt auch durch die Prinsengracht.

## Bauwerke

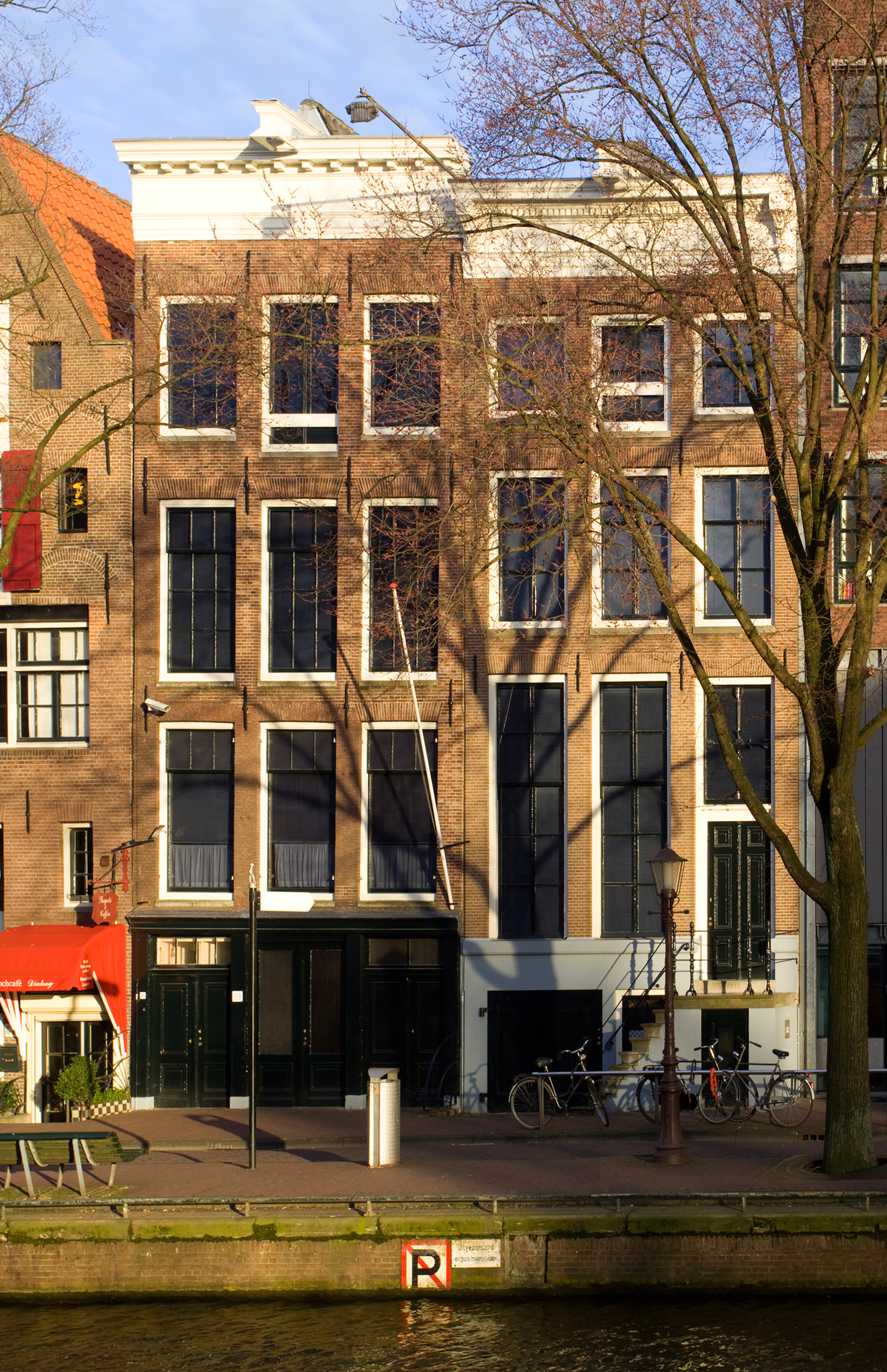
Amsterdam, Prinsengracht 263 und 265 (März 2009)
Links ehemals Opekta, rechts Keg’s Koffiehandel, heute Anne-Frank-Haus

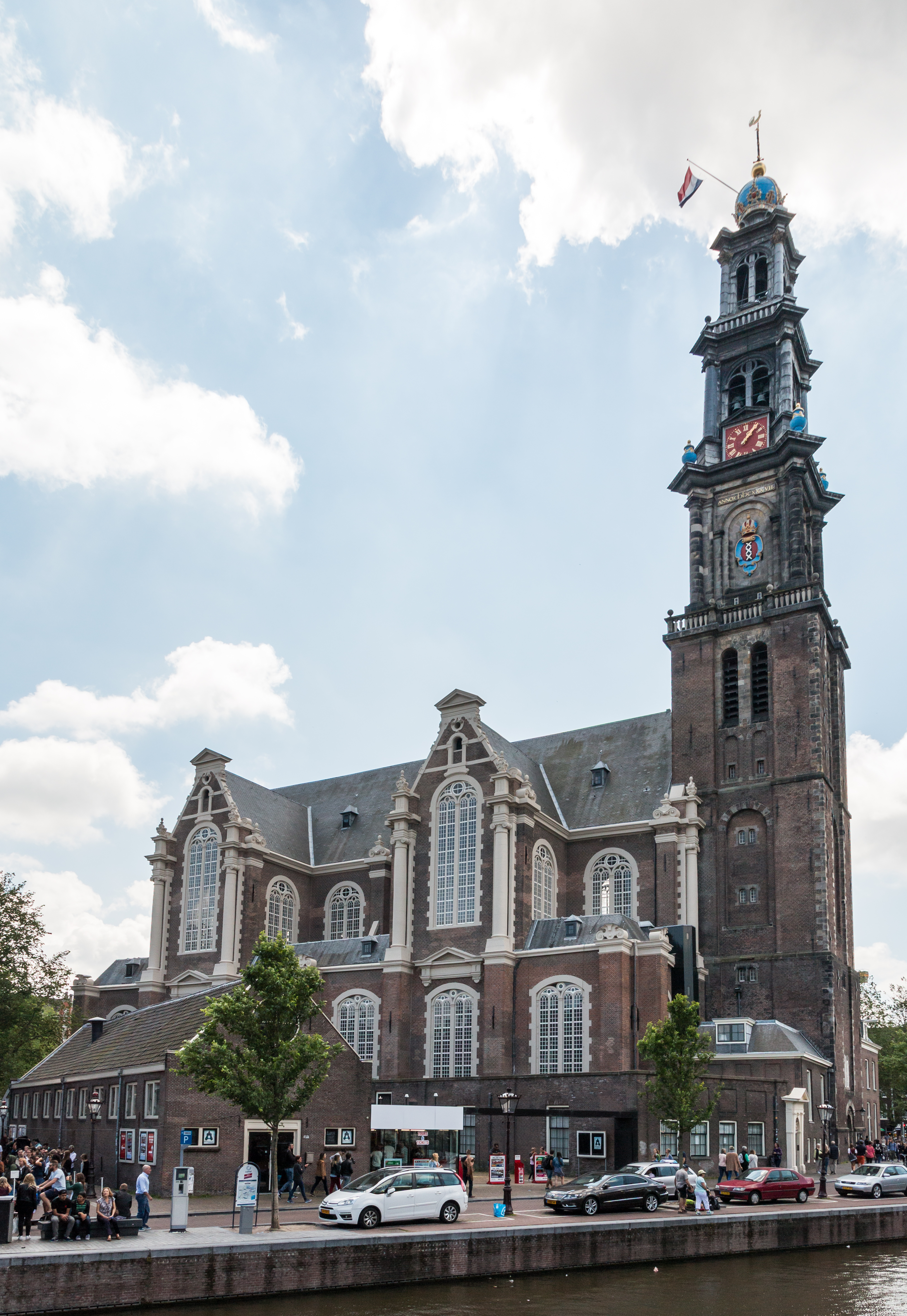
Die Westerkerk an der Prinsengracht

An der Prinsengracht liegt eine Reihe beachtenswerter Bauwerke:
- Prinsengracht 2–3: ein Treppengiebel an der Ecke zur Brouwersgracht[2]
- Prinsengracht 89–133: Van Brienenhofje, ein Hofje von 1804 im Empire-Stil
- Prinsengracht 126: ein Leistengiebel[3]
- Prinsengracht 263: das ehemalige Opekta-Gebäude von 1635 mit einem Hinterhaus von 1740 (die dritte Adresse der niederländischen Opekta von 1940 bis 1955); das Versteck von Anne Frank
- Prinsengracht 263–267: seit 1960 Anne-Frank-Haus
- Prinsengracht 281 (am Westermarkt): die Westerkerk mit ihrem markanten Westturm
- Prinsengracht 299: Casteel van Beveren, Haus im Barockstil von 1720[4]
- Prinsengracht 300: De Roode Vos („Der rote Fuchs“) mit Glockengiebel
- Prinsengracht 436: der Justizpalast von 1829[5]
- Prinsengracht 556: typisches Beispiel eines Trichtergiebels aus dem 19. Jahrhundert
- Prinsengracht 756: Kirche De Duif von 1858[6]
- Prinsengracht 769: das Prinsengracht-Krankenhaus
- Prinsengracht 849: ein Halsgiebel von 1701[7]
- Prinsengracht 855–899: Deutzenhofje aus dem 17. Jahrhundert[8]

Zwischen Prinsengracht 14 und 16 liegt der Noordermarkt mit der von 1620 bis 1623 erbauten Noorderkerk. Zwischen Reguliersgracht 92 und Prinsengracht 1047/A/1 liegt das Amstelveld mit der 1670 als Behelfskirche gebauten Amstelkerk.

## Verlauf und Nummerierung
Die Prinsengracht läuft parallel zur Keizersgracht und Herengracht, ab der Brouwersgracht zunächst in südsüdwestlicher Richtung, schwenkt im weiteren Verlauf bis auf Ostnordost, um östlich des Amsterlvelds in die Amstel zu münden. Die ungeraden Hausnummern liegen auf der der Altstadt zugewandten Uferseite.